# Henschel Hs 130
O Henschel Hs 130 foi um avião monoplano construído pela Henschel para desempenhar missões de reconhecimento aéreo a altas altitudes e de bombardeamento. Desenvolvida durante a Segunda Guerra Mundial, nunca foi usada operacionalmente, tendo sido apenas produzidas algumas unidades protótipo.